# Fayssac
Fayssac est une commune française située dans le département du Tarn en région Occitanie. 

## Géographie

### Localisation
Fayssac est un village situé  à 10 kilomètres de Gaillac, 15 kilomètres d'Albi et à 65 kilomètres de Toulouse.
Sur le plan historique et culturel, la commune est dans le Gaillacois, un pays qui doit sa notoriété à la qualité de ses vins.
Elle se trouve dans l'aire d'attraction d'Albi ainsi que dans sa zone d'emploi, et dans le bassin de vie de Gaillac

### Communes limitrophes
Les communes limitrophes sont  Bernac, Cahuzac-sur-Vère, Cestayrols, Labastide-de-Lévis et Senouillac.
| Cahuzac-sur-Vère | Cestayrols |                    |
|                  | Fayssac    | Bernac             |
| Senouillac       |            | Labastide-de-Lévis |

### Géologie et relief
La superficie de la commune est de 7,62 km2 ; son altitude varie de 168  à   261 mètres.
Fayssac est un village situé à 200 mètres d'altitude environ, sur les coteaux de Gaillac.

### Hydrographie

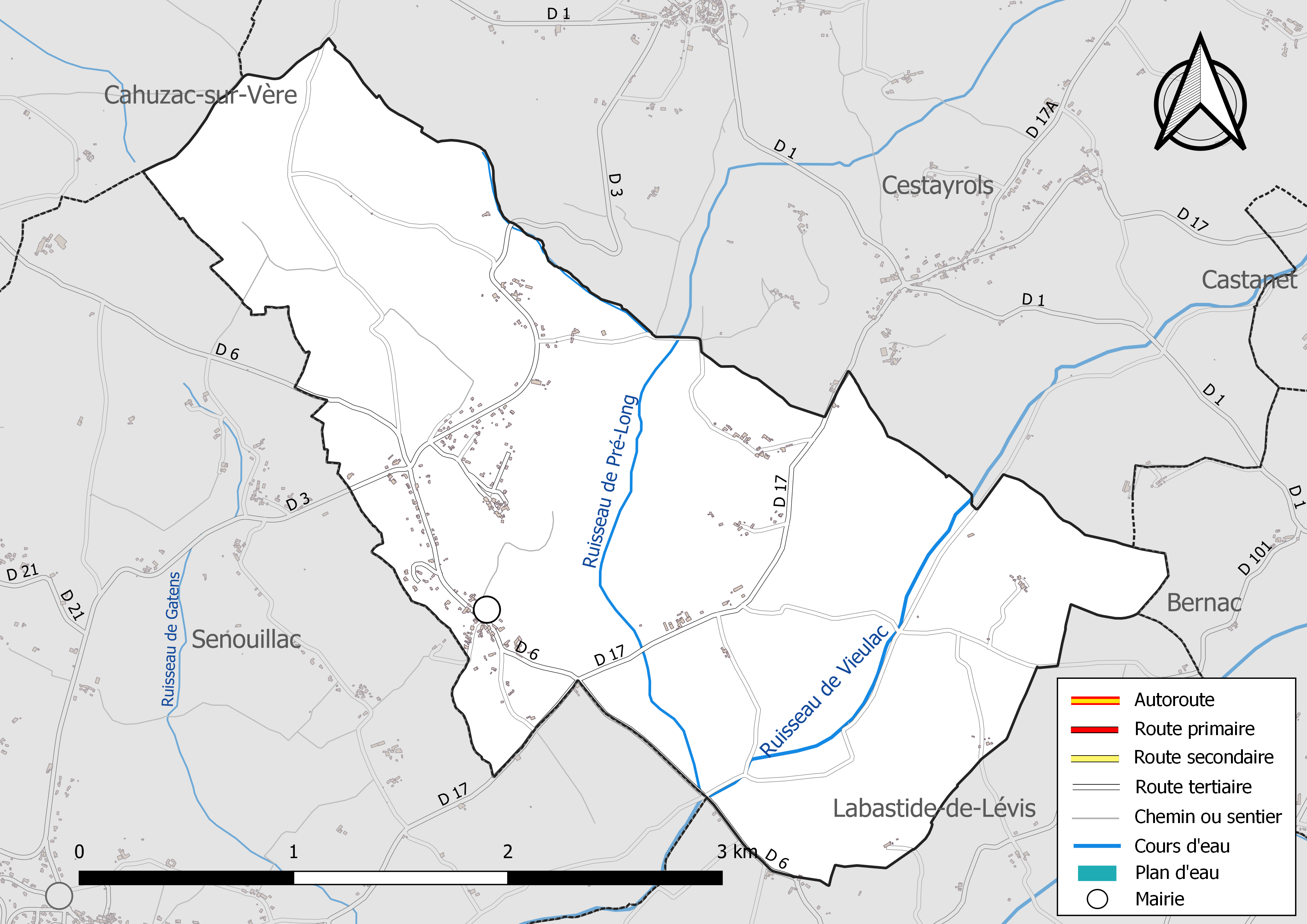
Réseaux hydrographique et routier de Fayssac.

La commune est dans le bassin de la Garonne, au sein du bassin hydrographique Adour-Garonne. Elle est drainée par le ruisseau de Vieulac et le ruisseau de Pré-Long et par un petit cours d'eau, qui constituent un réseau hydrographique de 5 km de longueur totale,.
Le ruisseau de Vieulac, d'une longueur totale de 12,8 km, prend sa source dans la commune de Castanet et s'écoule du nord-est au sud-ouest. Il traverse la commune et se jette dans le Tarn à Brens, après avoir traversé 7 communes.

### Climat
Pour des articles plus généraux, voir Climat de l'Occitanie et Climat du Tarn.
En 2010, le climat de la commune est de type climat du Bassin du Sud-Ouest, selon une étude du Centre national de la recherche scientifique s'appuyant sur une série de données couvrant la période 1971-2000. En 2020, Météo-France publie une typologie des climats de la France métropolitaine dans laquelle la commune est exposée à un climat océanique altéré et est dans la région climatique Aquitaine, Gascogne, caractérisée par une pluviométrie abondante au printemps, modérée en automne, un faible ensoleillement au printemps, un été chaud (19,5 °C), des vents faibles, des brouillards fréquents en automne et en hiver et des orages fréquents en été (15 à 20 jours).
Pour la période 1971-2000, la température annuelle moyenne est de 13 °C, avec une amplitude thermique annuelle de 16,1 °C. Le cumul annuel moyen de précipitations est de 786 mm, avec 10,7 jours de précipitations en janvier et 5,5 jours en juillet. Pour la période 1991-2020, la température moyenne annuelle observée sur la station météorologique de Météo-France la plus proche, « Albi », sur la commune du Sequestre à 11 km à vol d'oiseau, est de 13,8 °C et le cumul annuel moyen de précipitations est de 733,9 mm. 
La température maximale relevée sur cette station est de 42,3 °C, atteinte le 23 août 2023 ; la température minimale est de −20,4 °C, atteinte le 16 janvier 1985,,.
Les paramètres climatiques de la commune ont été estimés pour le milieu du siècle (2041-2070) selon différents scénarios d'émission de gaz à effet de serre à partir des nouvelles projections climatiques de référence DRIAS-2020. Ils sont consultables sur un site dédié publié par Météo-France en novembre 2022.

### Milieux naturels et biodiversité
Aucun espace naturel présentant un intérêt patrimonial n'est recensé  en 2021 sur la commune dans l'inventaire national du patrimoine naturel,,.

## Urbanisme

### Typologie
Au 1er janvier 2024, Fayssac est catégorisée commune rurale à habitat dispersé, selon la nouvelle grille communale de densité à sept niveaux définie par l'Insee en 2022.
Elle est située hors unité urbaine. Par ailleurs la commune fait partie de l'aire d'attraction d'Albi, dont elle est une commune de la couronne,. Cette aire, qui regroupe 91 communes, est catégorisée dans les aires de 50 000 à moins de 200 000 habitants,.

### Occupation des sols

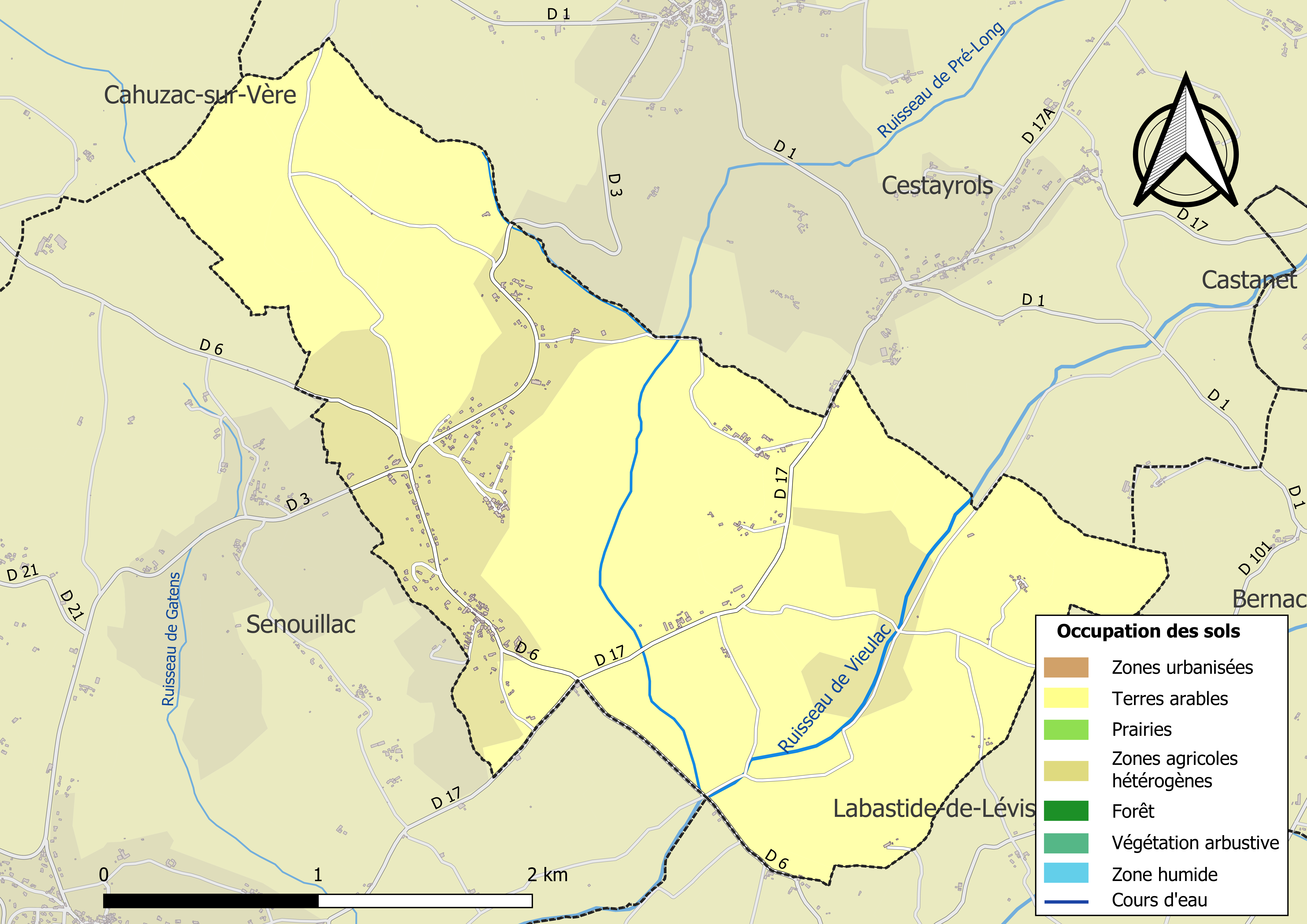
Carte des infrastructures et de l'occupation des sols de la commune en 2018 (CLC).

L'occupation des sols de la commune, telle qu'elle ressort de la base de données européenne d’occupation biophysique des sols Corine Land Cover (CLC), est marquée par l'importance des territoires agricoles (100 % en 2018), une proportion identique à celle de 1990 (100 %). La répartition détaillée en 2018 est la suivante : 
terres arables (54 %), cultures permanentes (24,4 %), zones agricoles hétérogènes (21,6 %). L'évolution de l’occupation des sols de la commune et de ses infrastructures peut être observée sur les différentes représentations cartographiques du territoire : la carte de Cassini (XVIIIe siècle), la carte d'état-major (1820-1866) et les cartes ou photos aériennes de l'IGN pour la période actuelle (1950 à aujourd'hui).

### Habitat et logement
En 2021, le nombre total de logements dans la commune était de 184, alors qu'il était de 165 en 2016 et de 166 en 2011.
Parmi ces logements, 82,2 % étaient des résidences principales, 9,8 % des résidences secondaires et 8 % des logements vacants. Ces logements étaient pour 97,8 % d'entre eux des maisons individuelles et pour 1,7 % des appartements.
Le tableau ci-dessous présente la typologie des logements à Fayssac en 2021 en comparaison avec celle du Tarn et de la France entière. Une caractéristique marquante du parc de logements est ainsi une proportion de résidences secondaires et logements occasionnels (9,8 %) supérieure à celle du département (7,4 %) et à celle de la France entière (9,7 %).
| Typologie                                               | Fayssac | Tarn | France entière |
| ------------------------------------------------------- | ------- | ---- | -------------- |
| Résidences principales (en %)                           | 82,2    | 83,6 | 82,2           |
| Résidences secondaires et logements occasionnels (en %) | 9,8     | 7,4  | 9,7            |
| Logements vacants (en %)                                | 8       | 8,9  | 8,1            |

### Risques naturels et technologiques
Le territoire de la commune de Fayssac est vulnérable à différents aléas naturels : météorologiques (tempête, orage, neige, grand froid, canicule ou sécheresse), inondations, mouvements de terrains et séisme (sismicité très faible). Il est également exposé à un risque technologique,  le transport de matières dangereuses. Un site publié par le BRGM permet d'évaluer simplement et rapidement les risques d'un bien localisé soit par son adresse soit par le numéro de sa parcelle.

#### Risques naturels
Certaines parties du territoire communal sont susceptibles d’être affectées par le risque d’inondation par débordement de cours d'eau, notamment le ruisseau de Vieulac. La cartographie des zones inondables en ex-Midi-Pyrénées réalisée dans le cadre du XIe Contrat de plan État-région, visant à informer les citoyens et les décideurs sur le risque d’inondation, est accessible sur le site de la DREAL Occitanie. La commune a été reconnue en état de catastrophe naturelle au titre des dommages causés par les inondations et coulées de boue survenues en 1982, 1988 et 1994,.
Fayssac est exposée au risque de feu de forêt. En 2022, il n'existe pas de Plan de Prévention des Risques incendie de forêt (PPRif). Le débroussaillement aux abords des maisons constitue l’une des meilleures protections pour les particuliers contre le feu,.

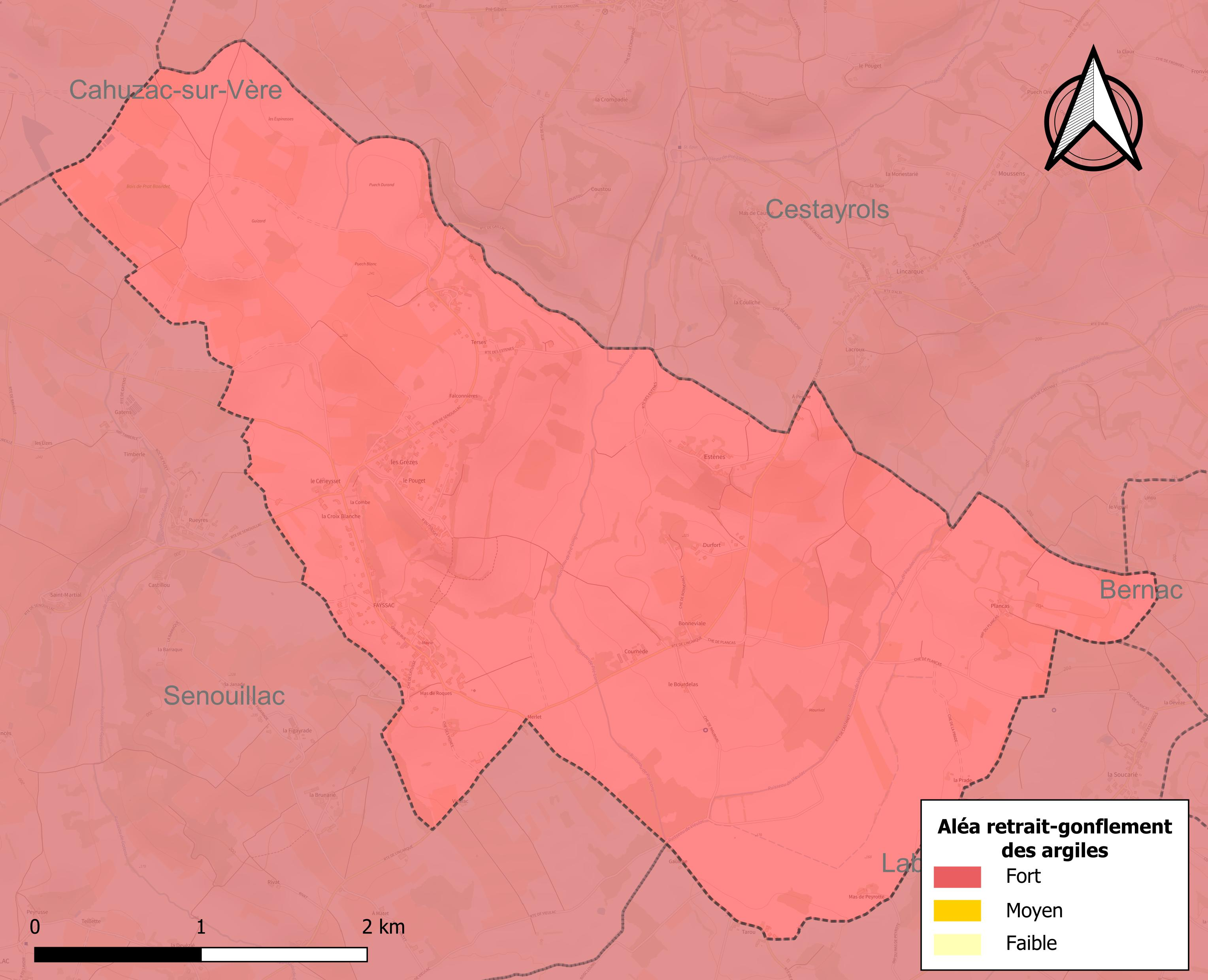
Carte des zones d'aléa retrait-gonflement des sols argileux de Fayssac.

La commune est vulnérable au risque de mouvements de terrains constitué principalement du retrait-gonflement des sols argileux. Cet aléa est susceptible d'engendrer des dommages importants aux bâtiments en cas d’alternance de périodes de sécheresse et de pluie. La totalité de la commune est en aléa moyen ou fort (76,3 % au niveau départemental et 48,5 % au niveau national). Sur les 158 bâtiments dénombrés sur la commune en 2019, 158 sont en aléa moyen ou fort, soit 100 %, à comparer aux 90 % au niveau départemental et 54 % au niveau national. Une cartographie de l'exposition du territoire national au retrait gonflement des sols argileux est disponible sur le site du BRGM,.
Par ailleurs, afin de mieux appréhender le risque d’affaissement de terrain, l'inventaire national des cavités souterraines permet de localiser celles situées sur la commune.

#### Risques technologiques
Le risque de transport de matières dangereuses sur la commune est lié à sa traversée par des infrastructures routières ou ferroviaires importantes ou la présence d'une canalisation de transport d'hydrocarbures. Un accident se produisant sur de telles infrastructures est susceptible d’avoir des effets graves sur les biens, les personnes ou l'environnement, selon la nature du matériau transporté. Des dispositions d’urbanisme peuvent être préconisées en conséquence.

## Toponymie
Lors de la Révolution française, la commune est instituée sous le nom de Bonnevialle-Fayssac, avant que le nom soit raccourci en Fayssac en 1802.[réf. nécessaire]

## Histoire

### Moyen Âge
À la fin du XIIe siècle, la région appartient à la maison Alaman. Le premier connu est Doat Alaman, fondateur de la bastide de Labastide-de-Lévis. Ce gestionnaire a travaillé au service du comte de Toulouse Raymond VI. Il meurt vers 1234 et ses deux fils se partagent le domaine. Sicard Alaman obtient le sud, le long du Tarn, et Doat, dit le Jeune obtient le nord regroupant les communes actuelles de Cestayrols, Fayssac, Villeneuve-sur-Vère.
Doat II meurt jeune, sa succession se faisant en 1261. Il avait auparavant créé la bastide de Villeneuve-Mont-Alaman. (devenue Villeneuve-d'en Doat, puis Villeneuve-sur-Vère) Ses fils se partagent le domaine. Doat III Alaman de Villeneuve hérite de l'est et le cadet, Sicard, damoiseau de Durfort devient le seigneur des territoires de Cestayrols, Fayssac, Noailles et des terres sur Cordes. Il prend le nom du château qu'il se fait construire au lieu-dit Durfort ; le site est une maison forte avec un petit village, pas vraiment une bastide. Ses descendants Raymond puis Doat en héritent.
Une bastide royale est construite quelques années plus tard à Bonnevialle.

## Politique et administration

### Rattachements administratifs et électoraux

#### Rattachements administratifs
La commune se trouve depuis 1926 dans l'arrondissement d'Albi du département de du Tarn
Elle faisait partie depuis 1801 du canton de Gaillac. Dans le cadre du redécoupage cantonal de 2014 en France, cette circonscription administrative territoriale a disparu, et le canton n'est plus qu'une circonscription électorale.

#### Rattachements électoraux
Pour les élections départementales, la commune fait partie depuis 2014 du canton des Deux Rives
Pour l'élection des députés, elle fait partie de la deuxième circonscription du Tarn.

### Intercommunalité
Fayssac était membre de la communauté de communes Tarn et Dadou, un établissement public de coopération intercommunale (EPCI) à fiscalité propre créé en 1992 et auquel la commune avait transféré un certain nombre de ses compétences, dans les conditions déterminées par le code général des collectivités territoriales.
Dans le cadre des dispositions de la loi portant nouvelle organisation territoriale de la République du 7 août 2015, qui prévoit que les établissements publics de coopération intercommunale (EPCI) à fiscalité propre doivent avoir un minimum de 15 000 habitants, cette intercommunalité a fusionné avec ses voisines pour former, le 1er janvier 2017, la communauté d'agglomération dénommée  Gaillac Graulhet Agglomération, dont est désormais membre la commune

### Liste des maires
| Période                                  | Période                   | Identité                    | Étiquette | Qualité                                                         |
| ---------------------------------------- | ------------------------- | --------------------------- | --------- | --------------------------------------------------------------- |
| Les données manquantes sont à compléter. |                           |                             |           |                                                                 |
| 1793                                     | 1797                      | Jacques Imbert              |           |                                                                 |
| 1797                                     | 1798                      | Jean Vigne                  |           |                                                                 |
| 1798                                     | 1798                      | Jean Baptiste Pons          |           |                                                                 |
| 1798                                     | 1799                      | François Capus              |           |                                                                 |
| 1799                                     | 1805                      | Jean Courbatieu             |           |                                                                 |
| 1805                                     | 1819                      | Jean Baptiste Pons          |           |                                                                 |
| 1819                                     | 1823                      | Jean Vigne                  |           |                                                                 |
| 1823                                     | 1830                      | Jean Capus                  |           |                                                                 |
| 1830                                     | 1846                      | Antoine Imbert              |           |                                                                 |
| 1846                                     | 1858                      | Joseph Capus                |           |                                                                 |
| 1858                                     | 1870                      | Jean Baptiste François Pons |           |                                                                 |
| 1870                                     | 1873                      | Augustin Poux               |           |                                                                 |
| 1873                                     | 1875                      | Jean Baptiste Pons          |           |                                                                 |
| 1876                                     | 1878                      | Jean Antoine Imbert         |           |                                                                 |
| 1878                                     | 1888                      | Augustin Poux               |           |                                                                 |
| 1888                                     | 1902                      | Jean Baptiste Pons          |           |                                                                 |
|                                          |                           |                             |           |                                                                 |
| juin 1995                                | 2014                      | Claude Barthez              |           |                                                                 |
| 2014                                     | janvier 2023              | Serge Lazaro                |           | Gérant de société Démissionnaire                                |
| mars 2023                                | En cours (au 23 mai 2024) | Stéphanie Nadaï-Puech       |           | Profession intermédiaire administrative de la fonction publique |

## Équipements et services publics

### Enseignement
Les enfants de la commune sont scolarisés avec ceux de Cestayrols dans le cadre d'un regroupement pédagogique intercommunal (RPI) administré par l'intercommunalité. L'école de Fayssac accueille les élèves d'âge primaire (du couprs préparatoire ay cours moyen 2) et est dotée d'un service de restauration et d'un accueil p^ériscolaire.

## Population et société
Les habitants sont appelés les Fayssacois ou  Fayssacoises.

### Démographie
L'évolution du nombre d'habitants est connue à travers les recensements de la population effectués dans la commune depuis 1793. Pour les communes de moins de 10 000 habitants, une enquête de recensement portant sur toute la population est réalisée tous les cinq ans, les populations de référence des années intermédiaires étant quant à elles estimées par interpolation ou extrapolation. Pour la commune, le premier recensement exhaustif entrant dans le cadre du nouveau dispositif a été réalisé en 2008.

En 2022, la commune comptait 359 habitants, en évolution de +4,06 % par rapport à 2016 (Tarn : +2,52 %, France hors Mayotte : +2,11 %).
| 1793 | 1800 | 1806 | 1821 | 1831 | 1836 | 1841 | 1846 | 1851 |
| ---- | ---- | ---- | ---- | ---- | ---- | ---- | ---- | ---- |
| 384  | 412  | 441  | 481  | 469  | 488  | 469  | 461  | 454  |

| 1856 | 1861 | 1866 | 1872 | 1876 | 1881 | 1886 | 1891 | 1896 |
| ---- | ---- | ---- | ---- | ---- | ---- | ---- | ---- | ---- |
| 447  | 407  | 414  | 360  | 360  | 366  | 350  | 330  | 314  |

| 1901 | 1906 | 1911 | 1921 | 1926 | 1931 | 1936 | 1946 | 1954 |
| ---- | ---- | ---- | ---- | ---- | ---- | ---- | ---- | ---- |
| 293  | 302  | 306  | 246  | 273  | 286  | 277  | 249  | 242  |

| 1962 | 1968 | 1975 | 1982 | 1990 | 1999 | 2006 | 2008 | 2013 |
| ---- | ---- | ---- | ---- | ---- | ---- | ---- | ---- | ---- |
| 265  | 217  | 242  | 306  | 314  | 274  | 336  | 348  | 340  |

| 2018 | 2022 | - | - | - | - | - | - | - |
| ---- | ---- | - | - | - | - | - | - | - |
| 349  | 359  | - | - | - | - | - | - | - |

Fayssac est une commune rurale  qui a  connu une forte hausse de la population depuis 1968.

### Manifestations culturelles et festivités
- L'association  Fayssac Passion[35] organise le festival Jazz sous les marroniers, dont la 9e édition a lieu début juillet 2024[36].

- La même association organise le salon de patchwork et de broderie de Fayssac, dont la 23e édition se tient en avril 2016[37]

## Économie

### Revenus
En 2018, la commune compte 134 ménages fiscaux, regroupant 345 personnes. La médiane du revenu disponible par unité de consommation est de 21 410 € (20 400 € dans le département).

### Emploi
|                | 2008   | 2013   | 2018  |
| -------------- | ------ | ------ | ----- |
| Commune        | 10,6 % | 10,3 % | 7,2 % |
| Département    | 8,2 %  | 9,9 %  | 10 %  |
| France entière | 8,3 %  | 10 %   | 10 %  |

En 2018, la population âgée de 15 à 64 ans s'élève à 209 personnes, parmi lesquelles on compte 71,8 % d'actifs (64,6 % ayant un emploi et 7,2 % de chômeurs) et 28,2 % d'inactifs,. En  2018, le taux de chômage communal (au sens du recensement) des 15-64 ans est inférieur à celui de la France et du département, alors qu'en 2008 la situation était inverse.
La commune fait partie de la couronne de l'aire d'attraction d'Albi, du fait qu'au moins 15 % des actifs travaillent dans le pôle,. Elle compte 20 emplois en 2018, contre 24 en 2013 et 27 en 2008. Le nombre d'actifs ayant un emploi résidant dans la commune est de 141, soit un indicateur de concentration d'emploi de 14,1 % et un taux d'activité parmi les 15 ans ou plus de 54,2 %.
Sur ces 141 actifs de 15 ans ou plus ayant un emploi, 11 travaillent dans la commune, soit 8 % des habitants. Pour se rendre au travail, 90,8 % des habitants utilisent un véhicule personnel ou de fonction à quatre roues, 2,8 % les transports en commun, 2,8 % s'y rendent en deux-roues, à vélo ou à pied et 3,5 % n'ont pas besoin de transport (travail au domicile).

### Activités hors agriculture
14 établissements sont implantés  à Fayssac au 31 décembre 2019.
Le secteur du commerce de gros et de détail, des transports, de l'hébergement et de la restauration est prépondérant sur la commune puisqu'il représente 42,9 % du nombre total d'établissements de la commune (6 sur les 14 entreprises implantées  à Fayssac), contre 26,7 % au niveau départemental.

### Agriculture
|               | 1988 | 2000 | 2010 | 2020 |
| ------------- | ---- | ---- | ---- | ---- |
| Exploitations | 21   | 8    | 8    | 6    |
| SAU (ha)      | 434  | 284  | 276  | 348  |

La commune est dans le Gaillacois, une petite région agricole au sous-sol argilo-graveleux et/ou calcaire dédiée à la viticulture depuis plus de 2000 ans, située dans le centre-ouest du département du Tarn. En 2020, l'orientation technico-économique de l'agriculture  sur la commune est l'exploitation de grandes cultures (hors céréales et oléoprotéagineuses). Six exploitations agricoles ayant leur siège dans la commune sont dénombrées lors du recensement agricole de 2020 (21 en 1988). La superficie agricole utilisée est de 348 ha,,.

## Culture locale et patrimoine

### Lieux et monuments

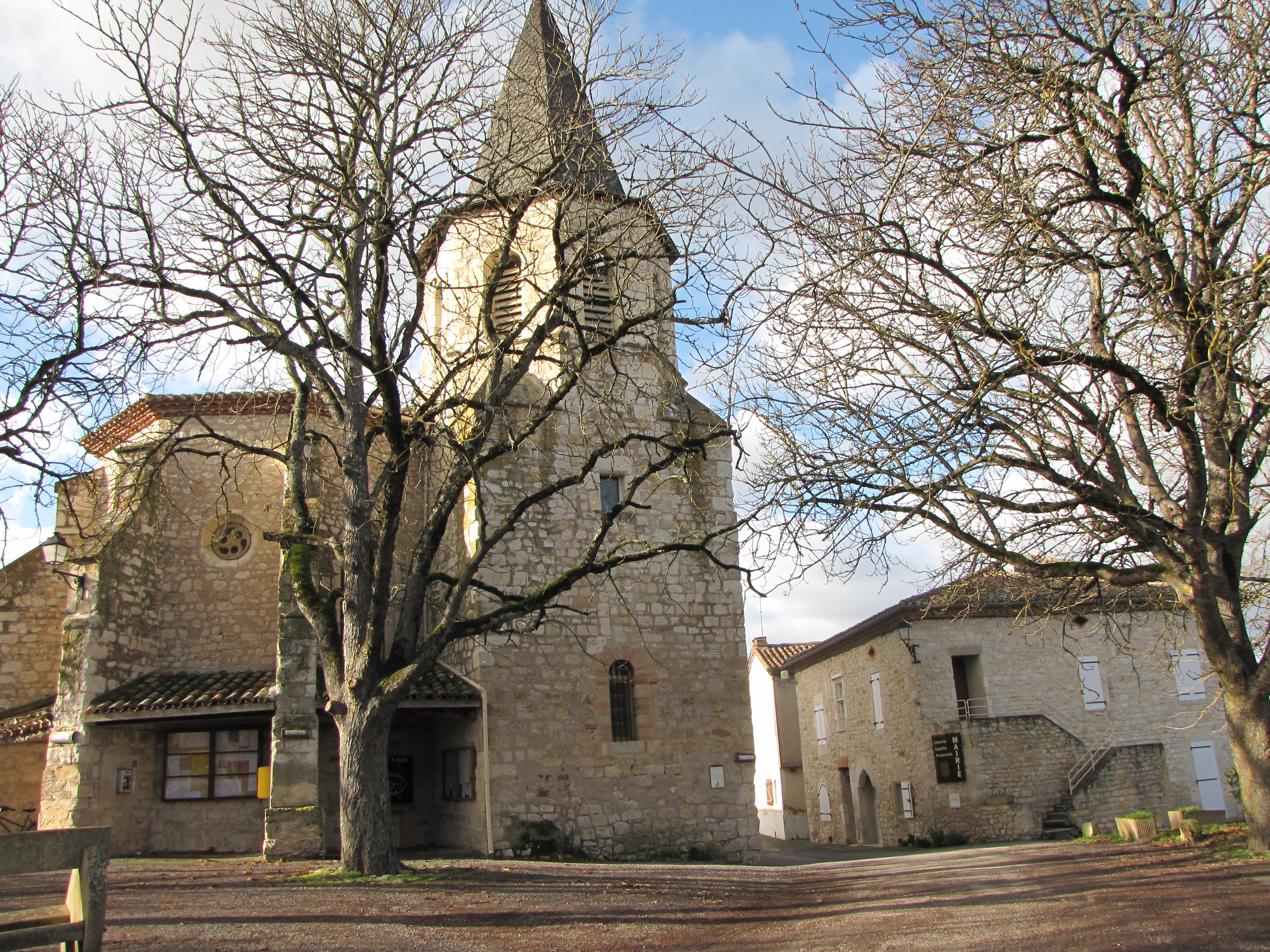
Église et mairie.

- L'église Saint-Étienne de Fayssac.
- Les pigeonniers de Fayssac.

### Héraldique
| Blason de Fayssac | Blason  | D'or aux deux fasces de gueules.                 |
| Blason de Fayssac | Détails | Le statut officiel du blason reste à déterminer. |

## Pour approfondir